# Lysithea (måne)
Lysithea er en af planeten Jupiters måner: Den blev opdaget den 6. juli 1938 fra Mount Wilson-observatoriet af Seth Barnes Nicholson. Efter opdagelsen blev månen formelt kaldt Jupiter X (X er romertallet for 10), om end nogle uofficielt opkaldte den efter Demeter fra den græske mytologi. Først i 1975 vedtog den Internationale Astronomiske Union officielt at opkalde månen efter Lysethia, der ifølge den græske mytologi var en af Zeus' elskerinder.
Lysithea hører til den såkaldte Himalia-gruppe, der i alt omfatter fem måner med omtrent samme omløbsbaner omkring Jupiter som månen Himalia. Den er ca. 38 kilometer i diameter, og dens massefylde, 2600 kilogram pr. kubikmeter, tyder på at den primært består af klippemateriale og i mindre grad af is. Overfladen er temmelig mørk; den tilbagekaster blot 4% af det lys der falder på den.